# Лимбе

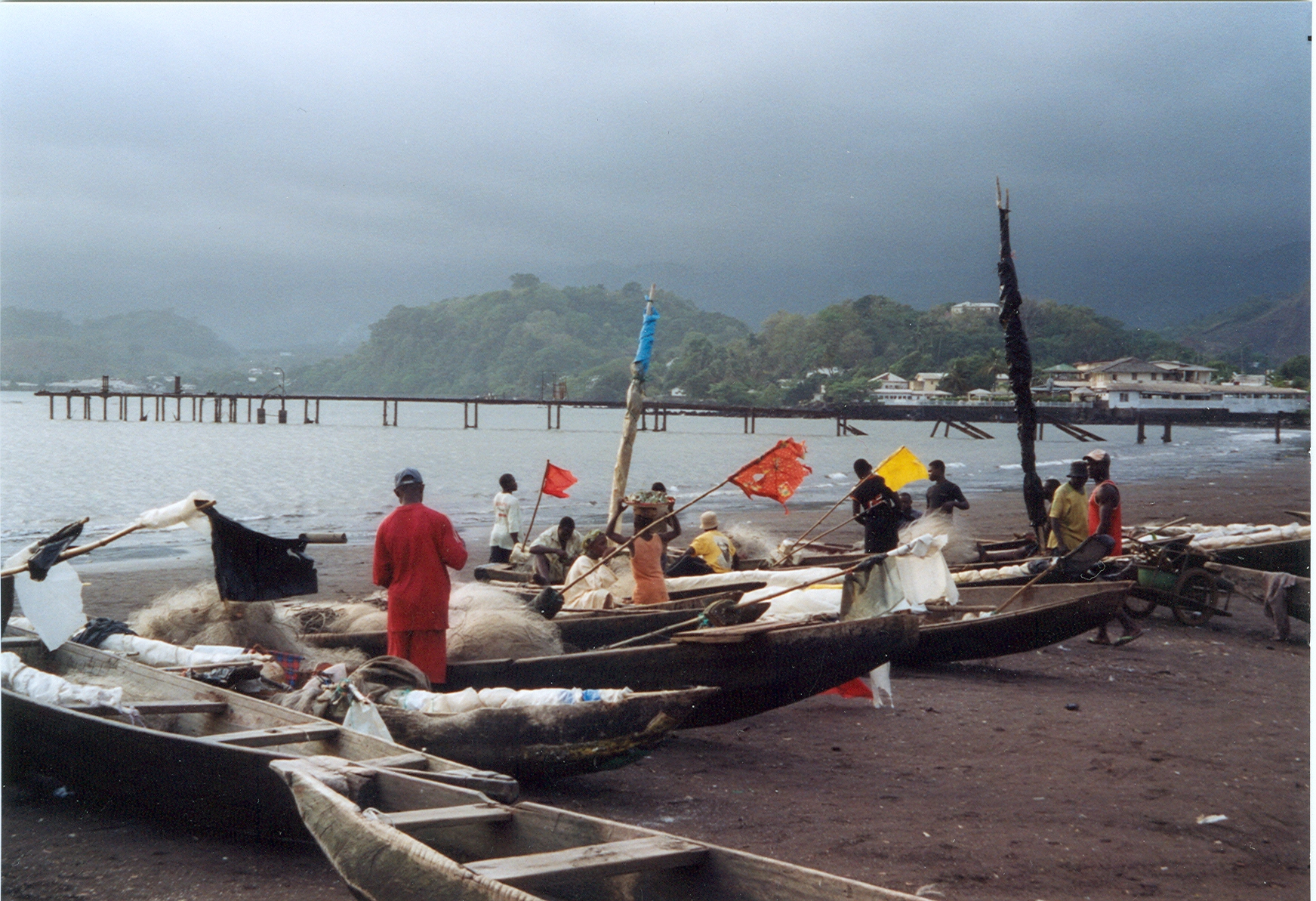
Рыбацкие лодки на побережье

Лимбе́ (фр. Limbé, быв. Викто́рия) ― город на юго-западе Камеруна, популярный морской курорт, порт международного значения в бухте Амбас залива Биафра (входит в Гвинейский залив Атлантического океана). Административный центр департамента Фако. Население ― 57 000 чел. (2002 г.).

## История
Лимбе ― одно из старейших колониальных поселений на территории Камеруна, традиционный центр крупного плантационного хозяйства. Первоначально основан как Виктория британским миссионером Альфредом Сакером в 1858 году. С 1884 по 1916 год находился под протекторатом Германии. По условиям Версальского мирного договора 1919 года присоединен к английскому колониальному владению Нигерия. С октября 1961 года в составе Республики Камерун. В 1982 году переименован в Лимбе.

## Достопримечательности
- Гора Камерун (4040 м.) ― один из крупнейших вулканических массивов субсахарской Африки; последние крупные извержения состоялись в 1999 и 2000 гг.
- «Ботанический и зоологический сад г. Лимбе», основан в 1892 г.
- Европейские военные кладбища колониальной эпохи.
- О-ва Амбас, Бота, Мондоли, «Пиратский» остров.
- Маяк Г. Нахтигаля ― немецкое колониальное строение конца XIX в.
- Деревня Дебунджа ― «самое мокрое место Африки».
- «Шоколадный пляж» в районе отеля «Seme Beach».
- Водопад Бомана.